# Coupe Kay Suzanne de snooker 2013
La Coupe Kay Suzanne 2013 est un tournoi de snooker classé mineur, qui s'est déroulé du 7 au 10 novembre 2013 au Capital Venue de Gloucester en Angleterre. Les joueurs sont vêtus de polos de couleur rose, afin de soutenir la lutte contre le cancer du sein. Paul Mount, le propriétaire de la South West Snooker Academy, a décidé de nommer le tournoi en hommage à sa sœur Kay Suzanne, décédée de ce cancer.

## Déroulement
Il s'agit de la neuvième épreuve du championnat européen des joueurs, une série de tournois disputés en Europe (8 épreuves) et en Asie (4 épreuves), lors desquels les joueurs doivent accumuler des points afin de se qualifier pour la grande finale à Preston.
L'événement compte un total de 228 participants, dont 128 ont atteint le tableau final. Le vainqueur remporte une prime de 20 000 £.
Le tournoi est remporté par Mark Allen qui domine Judd Trump en finale, sur le score de 4 manches à 1. Le nord-irlandais devient alors le premier joueur à remporter deux tournois consécutifs sur le circuit européen, après son succès à l'Open de la Ruhr.

## Dotation
La répartition des prix est la suivante :
- Vainqueur : 20 000 £
- Finaliste : 10 000 £
- Demi-finaliste : 5 000 £
- Quart de finaliste : 2 500 £
- 8èmes de finale : 1 700 £
- 16èmes de finale : 1 100 £
- Deuxième tour : 600 £
- Dotation totale : 100 400 £

## Phases finales
|  | Quarts de finale au meilleur des 7 manches | Quarts de finale au meilleur des 7 manches | Quarts de finale au meilleur des 7 manches |            |             | Demi-finales au meilleur des 7 manches | Demi-finales au meilleur des 7 manches | Demi-finales au meilleur des 7 manches |  |  | Finale au meilleur des 7 manches | Finale au meilleur des 7 manches | Finale au meilleur des 7 manches |
|  |                                            |                                            |                                            |            |             |                                        |                                        |                                        |  |  |                                  |                                  |                                  |
|  |                                            | Judd Trump                                 | 4                                          |            |             |                                        |                                        |                                        |  |  |                                  |                                  |                                  |
|  |                                            | Chris Wakelin                              | 2                                          |            |             |                                        |                                        |                                        |  |  |                                  |                                  |                                  |
|  |                                            | Chris Wakelin                              | 2                                          |            | Judd Trump  | 4                                      |                                        |                                        |  |  |                                  |                                  |                                  |
|  |                                            |                                            |                                            |            | Judd Trump  | 4                                      |                                        |                                        |  |  |                                  |                                  |                                  |
|  |                                            |                                            | Jamie Jones                                | 3          |             |                                        |                                        |                                        |  |  |                                  |                                  |                                  |
|  |                                            | Jamie Jones                                | Jamie Jones                                | 3          | 4           |                                        |                                        |                                        |  |  |                                  |                                  |                                  |
|  |                                            | Jamie Jones                                |                                            |            | 4           |                                        |                                        |                                        |  |  |                                  |                                  |                                  |
|  |                                            | Ian Burns                                  | 2                                          |            |             |                                        |                                        |                                        |  |  |                                  |                                  |                                  |
|  |                                            |                                            |                                            |            |             |                                        |                                        |                                        |  |  |                                  | Judd Trump                       | 1                                |
|  |                                            |                                            |                                            | Mark Allen | 4           |                                        |                                        |                                        |  |  |                                  |                                  |                                  |
|  |                                            | Sam Baird                                  | 1                                          |            |             |                                        |                                        |                                        |  |  |                                  |                                  |                                  |
|  |                                            | Graeme Dott                                | 4                                          |            |             |                                        |                                        |                                        |  |  |                                  |                                  |                                  |
|  |                                            | Graeme Dott                                | 4                                          |            | Graeme Dott | 2                                      |                                        |                                        |  |  |                                  |                                  |                                  |
|  |                                            |                                            |                                            |            | Graeme Dott | 2                                      |                                        |                                        |  |  |                                  |                                  |                                  |
|  |                                            |                                            | Mark Allen                                 | 4          |             |                                        |                                        |                                        |  |  |                                  |                                  |                                  |
|  |                                            | Mark Allen                                 | Mark Allen                                 | 4          | 4           |                                        |                                        |                                        |  |  |                                  |                                  |                                  |
|  |                                            | Mark Allen                                 |                                            |            | 4           |                                        |                                        |                                        |  |  |                                  |                                  |                                  |
|  |                                            | Neil Robertson                             | 2                                          |            |             |                                        |                                        |                                        |  |  |                                  |                                  |                                  |

## Finale
| Finale au meilleur des 7 manches Arbitre : Hilda Moens |                          |                            |
| Judd Trump Angleterre                                  | 1 - 4 ( - )              | Mark Allen Irlande du Nord |
| 1 128                                                  | Centuries Meilleur break | 0 62                       |
| Mark Allen remporte la Coupe Kay Suzanne 2013          |                          |                            |